# Culex vinckei
Culex vinckei är en tvåvingeart som beskrevs av Hamon, Holstein och Rivola 1957. Culex vinckei ingår i släktet Culex och familjen stickmyggor. Inga underarter finns listade i Catalogue of Life.